# Fred Harvey Company

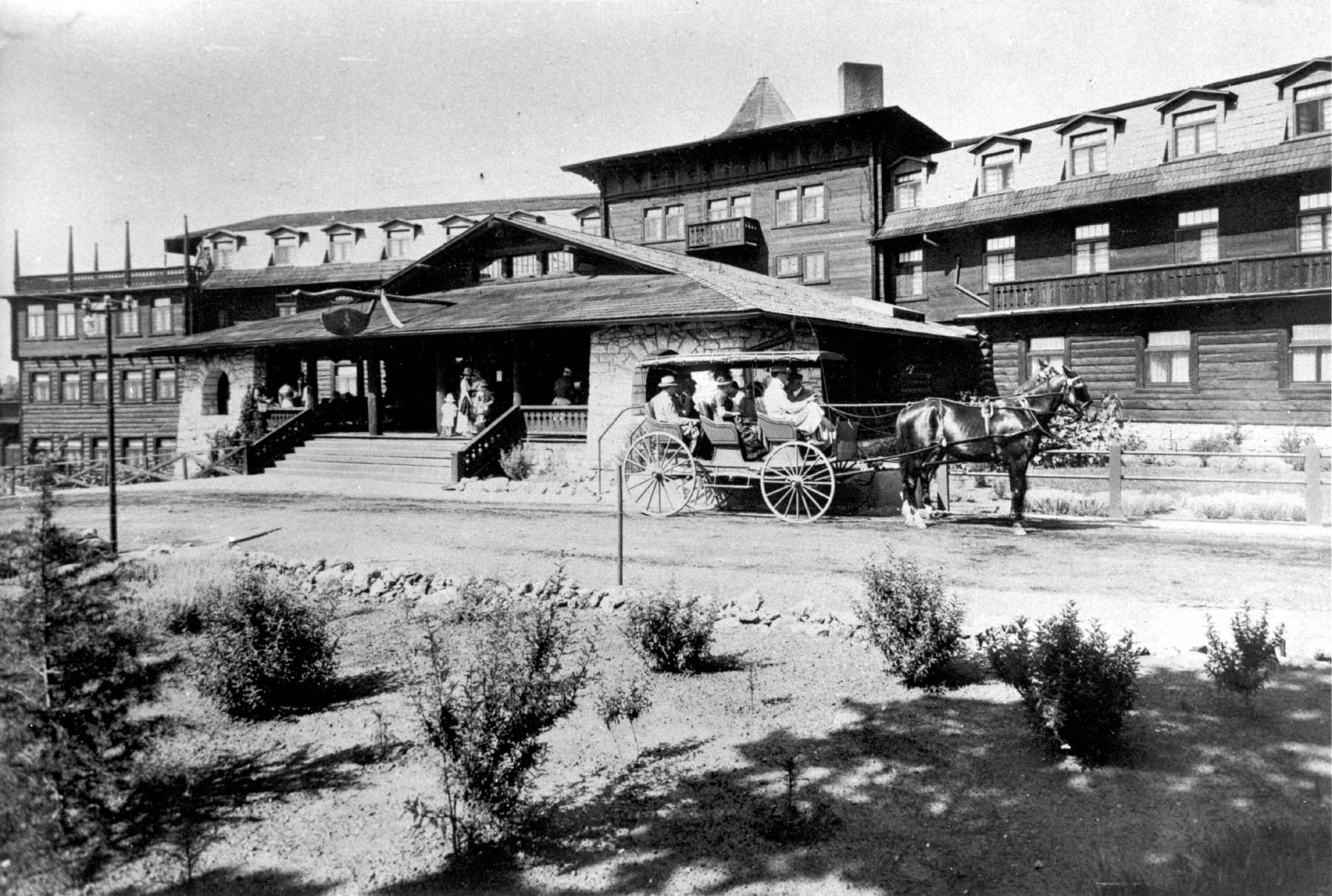
Het El Tovar Hotel uit 1905.

De Fred Harvey Company was de eigenaar van de restaurant- en hotelketen Harvey House en andere horecauitbatingen langs de spoorwegen in het westen van de Verenigde Staten.

## Geschiedenis

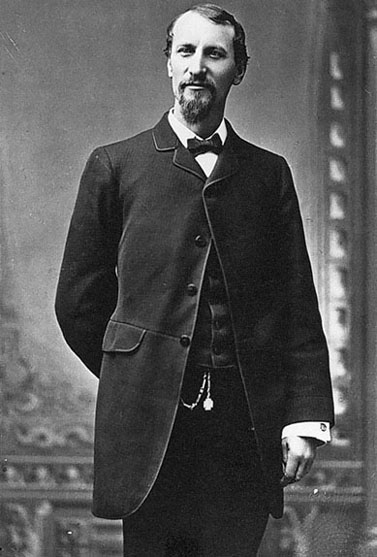
Ondernemer Fred Harvey.

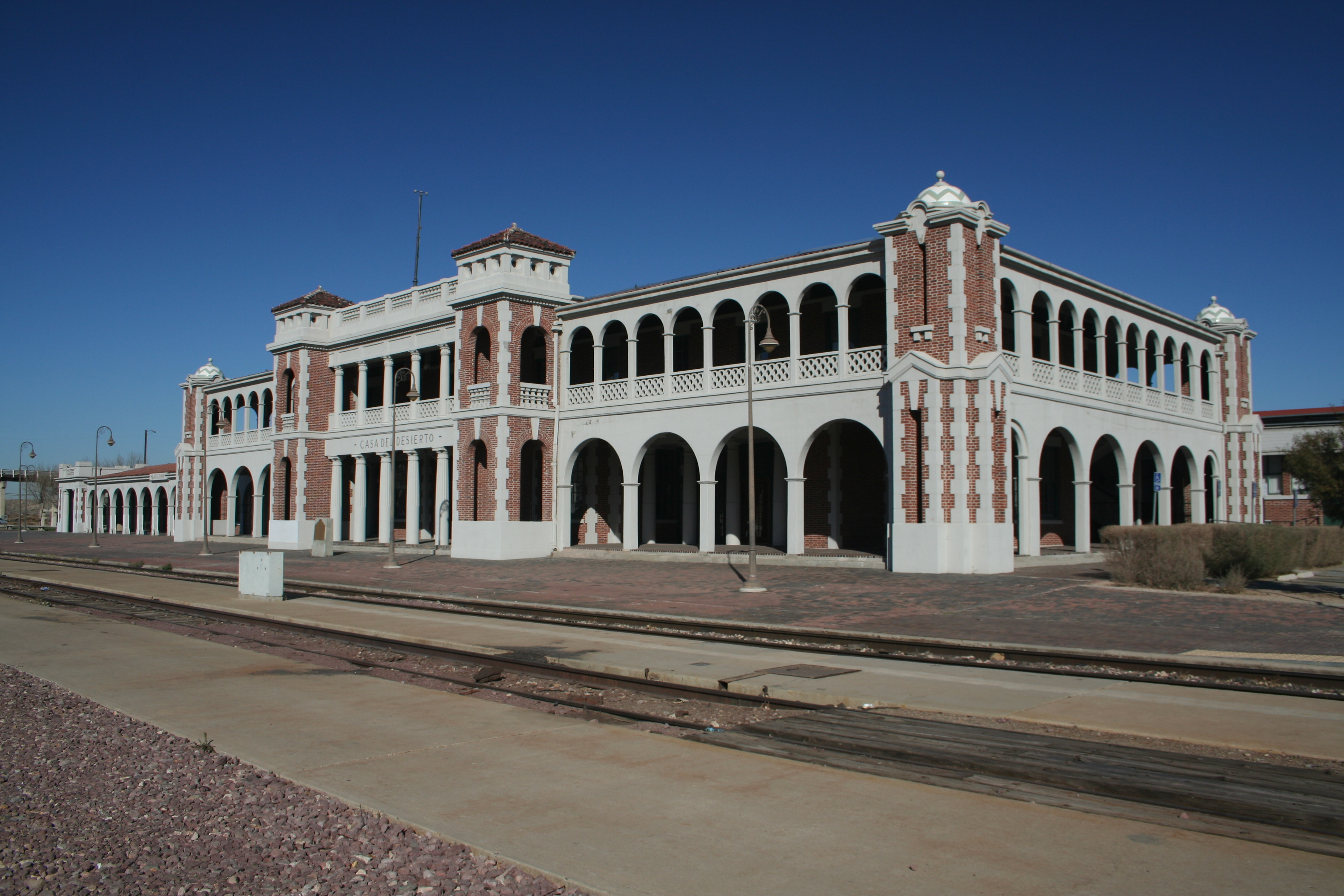
Het Casa del Desierto, geopend in 1911, was een van de Harvey House-hotels. Het gebouw is nu nog in gebruik als spoorwegstation.

Het bedrijf gaat terug op de opening van twee stationsrestaurants langs de Kansas Pacific Railway in Wallace (Kansas) en Hugo (Colorado). Fred Harvey zag de mogelijke winsten van kwalitatieve restauratie langs de spoorwegen en probeerde zijn werkgever, de Burlington Railroad, er tevergeefs van te overtuigen een heel netwerk van eethuizen op te richten. De concurrerende Atchison, Topeka and Santa Fe Railway nam hem wel aan en Harvey opende zijn eerste restaurant-hotel langs de AT&SF-sporen in Florence (Kansas), waarna de keten snel uitbreidde.
De Fred Harvey Company kan gezien worden als de eerste Amerikaanse restaurantketen. Harvey en zijn bedrijf speelden ook een cruciale rol in de ontwikkeling van het toerisme in het zuidwesten van de Verenigde Staten in de late 19e eeuw. Bovendien brachten de restaurants een deel van de burgerlijke waarden en normen uit het geciviliseerde oosten mee naar een regio die toen nog bekendstond als het Wilde Westen. De serveersters in de Harvey-restaurants stonden bekend als de Harvey Girls en waren zo bekend dat Judy Garland er in 1946 een speelde in de musicalfilm The Harvey Girls.
Hoewel het reizigersvervoer door de opkomst van de auto snel afnam in de 20e eeuw, overleefde het bedrijf door zich aan te passen aan de veranderende trends. Ze begonnen hun diensten aan te bieden aan automobilisten en openden in de late jaren 50 ook brugrestaurants over de snelwegen van Illinois. Harveys kleinzoon overleed in 1965 en in 1968 kocht Xanterra Parks and Resorts het bedrijf op. Xanterra is nu de grootste concessiehouder in de Amerikaanse nationale parken. Van de oorspronkelijke Harvey-hotels zijn er nog maar een paar in gebruik. Zo is het El Tovar Hotel in het Grand Canyon National Park, in het bezit van Xanterra, nog steeds in gebruik als hotel, en is het Casa del Desierto in Barstow nu een Amtrak-spoorwegstation.